# رگه‌های زیگریست
رگه‌های زیگریست (انگلیسی: Siegrist streaks) یکی از نشانه‌های نادر آسیب به مشیمیه در اثر فشار خون بالا است. آنها به عنوان رگه‌ها یا لکه‌های پر رنگدانه توصیف می‌شوند که به صورت خطی در امتداد عروق مشیمیه چشم انسان قرار گرفته‌اند.
اگرچه رگه‌های زیگریست معمولاً نشان‌دهنده نکروز فیبرینوئید همراه با فشار خون بالا هستند، اما رگه‌های سیگریست در بیماران مبتلا به آرتریت تمپورال نیز رخ می‌دهد. این نشانهٔ بالینی به افتخار چشم‌پزشک سوئیسی آگوست زیگریست (۱۹۴۷–۱۸۶۵) نامگذاری شده‌اند.